# Ciudad del Carmen
Ciudad del Carmen es una ciudad mexicana, cabecera del municipio de Carmen, en el estado de Campeche. Se localiza al suroeste de la península de Yucatán, en la parte occidente de la isla del Carmen,  está situada entre el golfo de México y la laguna de Términos.
Desde el punto de vista económico, Ciudad del Carmen ha sufrido en su actividad debido a la baja en la producción y precios del petróleo, situación que ha afectado al estado de Campeche, en la actualidad la ciudad ha impulsado el turismo a modo de nueva activación económica.

## Toponimia
La ciudad toma su nombre del 16 de julio de 1717, el día de la Virgen del Carmen, es la fecha en que los piratas fueron derrotados y expulsados de la isla por Alonso Felipe de Andrade en el fuerte de San Felipe.

## Símbolos

### Escudo
|  | El escudo de armas de Ciudad del Carmen está blasonado así: El escudo del Carmen es un óvalo limitado por una periferia en color gris que tiene el nombre de la ciudad y el estado al que pertenece. En el centro del óvalo se encuentra la Laguna de Términos y sobre ella la Isla del Carmen. |

El león simboliza el asedio europeo a México durante el dominio español y la intervención francesa, está sobre la isla y sobre él un águila lo hiere con el pico y las garras. El águila simboliza al pueblo carmelita, evitando que un país extranjero intervenga en su territorio y la nación.
El escudo original de Ciudad del Carmen tiene la siguiente leyenda "La laguna por Yucatán y ambas por la República Mexicana".
A principios del siglo XIX, durante los primeros años de México como país independiente, a la región del Carmen se le conoció como "La Laguna" y hasta los primeros años del siglo XX se le llamó así. La razón del lema es que cuando este se creó en 1828 el estado actual de Campeche aún no había sido separado de Yucatán. Debe recordarse que la isla fue parte de la Capitanía General de Yucatán durante la dominación española y en 1828 estaba en formación la nación mexicana después de que los territorios que la conformarían cobraran su independencia del imperio español en 1821.

## Historia

### Colonización
La isla del Carmen y sus lugares aledaños fueron significativos en la ruta del descubrimiento. Para 1518 la isla era habitada por indígenas de origen maya, por migraciones de grupos toltecas, zapotecas y tutul xiúes, conquistadores de Xicalango. A finales de mayo de ese mismo año los españoles llegaron a bordo de cuatro navíos a puerto deseado -Puerto Real o Isla Aguada-. Al frente de aquella expedición iba Juan de Grijalva y, como experimentado piloto, Antón o Antonio de Alaminos, prohombre de la navegación que, al registrar en sus cartas de rumbo la Isla de Tris (posteriormente por hacer difícil la lectura en las cartas de mar se agrega la letra "i" quedando como tris), de Términos, dio a entender que era el límite de la tierra por ellos descubierta, aunque también consideraban que ahí terminaba la gran isla que creían era Yucatán. La abreviatura Tris se hizo usual en los mapas y cartas de navegación, dando nacimiento a un lugar memorable por los acontecimientos futuros, ya que la colonización de la isla solo se logró años más tarde de la fundación española de San Pedro de Champotón en 1537 y San Francisco de Campeche en 1540. Después de estos momentos iniciales de la Colonia, fueron piratas los que llegaron en 1558 a refugiarse, primero, para después aprovecharse de los recursos naturales de la Isla de Términos.
Se encontraron restos fósiles de un diplodocus en 1980, estos se pueden encontrar en el museo de historia nacional en México.
Capturada como refugio seguro y convertida en base para diferentes ataques por mar y tierra, la Isla de Tris parecía estar destinada a cumplir las funciones que desempeñaba Jamaica, en poder de los ingleses desde 1655, o la Isla Tortuga, que dominaron los franceses; es decir, puerto de avituallamiento de las naves corsarias.
La Laguna o Isla del Carmen tiene, junto con la porción territorial, una historia singular por diferentes motivos, entre ellos, que los españoles la descubrieron pero no la conquistaron ni la colonizaron; en tanto que los piratas la hicieron guarida y residencia mientras se luchaba por tierras vecinas y se poblaban otros lugares de la región. Su colonización española formal surgió casi dos siglos después del viaje de Hernández de Córdoba y Grijalva a estos lugares. En consecuencia, los bucaneros sentaron en aquella región sus reales, y cuando no atacaban buques comerciales que pasaban cerca del lugar, se dedicaban al corte del palo de tinte para enviarlo a Europa. Eran hombres de gran fortaleza física, considerando que el trabajo que realizaban, por delictivo que fuera y eficazmente productivo, lo ejecutaban en condiciones sumamente difíciles, pues las temperaturas que soportaban en la selva o junto a ríos y pantanos superaban regularmente los 35 grados, además de la humedad y el elevado número de insectos, sin dejar de lado la amplia variedad de víboras y arácnidos.
Otra explicación histórica sobre la tardía colonización de la isla fue su ubicación: en la zona más escondida del Golfo de México, en la frontera con las tribus indígenas mayas y tabscoobs, e inmediata a la región ístmica de Tehuantepec, unida a su extraordinaria riqueza maderera, pero, por ello mismo, seguro refugio de los bajeles que se dedicaban a su tráfico, por lo que siempre se constituiría en objeto de ambición de otros países.
Los problemas de la Colonia seguían en tierra firme, con una colonización lenta y difícil. Se avanzaba tan despacio que, por ejemplo, el 4 de septiembre de 1663, durante el gobierno provincial de Francisco Esquivel y de la Rosa, gobernador y capitán general de Yucatán, llegaron noticias valederas de que Isla de Tris se encontraba en poder de los piratas, quienes para aquel entonces ya explotaban, con grandes utilidades, el palo de tinte.
Primera expedición (1672)
Tuvieron que pasar dos lustros para que se hiciera algo al respecto: el 14 de agosto de 1672 se tomó una decisión y salió del puerto de Veracruz una primera expedición hacia la isla con la intención de arrojar al mar a los piratas que se habían posesionado de ella; sin embargo, en octubre de 1673 la expedición regresó con la novedad de no haber podido desalojarlos.
Segunda expedición (1680)
Los tropiezos, con el consiguiente desánimo, no caían en el olvido, de tal manera que en el año de 1680 el alcalde de San Francisco de Campeche, Felipe González de la Barrera, puso en operación lo que podemos llamar la segunda expedición, que entonces arrancó del puerto murado y llegó a Laguna, donde incendiaron estancias, casas y madera tintórea; pero la expulsión fue temporal, pues cuando los soldados se concentraron en la plaza de donde habían salido, los piratas regresaron nuevamente a sus acostumbradas faenas. Con todo, el hecho fue considerado tan notable que el rey concedió al alcalde el título nobiliario de conde de la Laguna.
Tercera expedición (1703)
Las características de la región en ese entonces no eran nada hospitalarias, y a ello hay que añadir la distancia, que se cubría normalmente por agua, y que exigía meses y meses para ir de un sitio a otro. Además, el poblamiento de la península transcurría lentamente, y tuvieron que pasar poco más de dos décadas para que enviara una tercera expedición para sacar a los piratas de la  Laguna. A fines del siglo XVII se encontraban unas 600 personas arranchadas en Términos y Puerto Real, pues desde 1686 un número considerable de piratas regresó a la isla, reiniciando el hostigamiento a pueblos de Tabasco y saqueando el de Usumacinta. Los españoles se hicieron cargo de la iniciativa y el virrey Gálvez apoyó a las provincias de Tabasco y Yucatán, que en 1690 reconquistaron temporalmente el lugar, pero no se establecieron. Asimismo, el virrey envió al ingeniero Jaime Frank para estudiar la posibilidad de fortificar la isla; pero este opinó que no era conveniente, pues al existir varias entradas a la isla, los contrarios podían sorprender a los soldados y fortificarse.
Es el capitán Francisco Fernández quien vence la resistencia pirata alrededor de los años 1703-1704 con un buque guardacostas, seis canoas y 184 hombres bien provistos y armados. Apresó un centenar de forajidos ingleses y destruyó instalaciones y embarcaciones, pero se retiró del lugar por falta de apoyos financieros. En este hecho hay detalles que es conveniente destacar: detuvo 100 ingleses y nueve negros, se apoderó de una urca pequeña cargada de palo de tinte, un patache de construcción británica con 800 quintales de palo de Campeche, un bergantín español, robado antes por los piratas, y otro construido en San Román; también se apoderaron los victoriosos expedicionarios de una balandra, medio centenar de canoas, útiles para diferentes desplazamientos; buena cantidad de jarcia y miles de quintales del palo ya cortado y listo para embarcarse. Hicieron prisioneros nada despreciables, como Isaac Hamilton, judío londinense cuya misión era embarcar el tinte con destino a Nueva Inglaterra; Guillermo Haven, natural de Jamaica, y John Elliot, londinense enlistado en Jamaica en las filas de la piratería. Botín y prisioneros fueron trasladados a San Francisco de Campeche, y los últimos remitidos a la capital de la Nueva España.
Como los ataques piratas continuaban, las autoridades españolas decidieron organizar un desalojo de los piratas apostados en la isla de Tris. Dicha incursión se realizaría en el mes de mayo de 1704, para lo cual, el Virrey envió al Alcalde Mayor de Tabasco la orden para incorporarse a la laguna de Términos para realizar un ataque junto con las fuerzas de Campeche. El Alcalde Mayor de Tabasco, Alonso Felipe de Andrade, decidió ir personalmente y se dirigió al mando de 200 hombres y 14 piraguas hacia la laguna de Términos. Andrade descubrió catorce campamentos piratas y después de enfrentarlos, capturó varios piratas y piezas de artillería las que llevó a Tabasco después de haber permanecido más de un mes en la laguna de Términos, cuyas entradas y salidas a tierra y mar demarcó haciendo un mapa.
Cuarta expedición (1707)
Tienen que transcurrir otra vez varios años para que en 1707 (cuarta tentativa) el  gobernador de Tabasco, Pedro Mier y Terán, enviara fuerzas para sacar a los piratas de la isla. Tienen éxito, pero se repiten las circunstancias: al dejar el lugar, regresan los piratas. Fue la época en la que Barbillas se asentó en la isla y desde ahí capturó barcos y desmanteló bodegas de otros navíos. Es decir, mientras no se estableciera un grupo de habitantes, la región cambiaría de posesión con relativa facilidad.
Quinta expedición (1716)
Se vieron regresar los barcos ingleses en 1710, y en su recorrido hundieron una galeota guardacostas. Se hizo imposible admitir eventualidades en la cuestión de la laguna de Términos, de tal manera que el alcalde mayor de Tabasco, Juan Francisco Medina y Cachón, propuso una estrategia de desalojo en la que participarían barcos de la Armada de Barlovento, con base en Veracruz, y las fuerzas navales de Tabasco y San Francisco de Campeche. Los buques seleccionados en San Francisco de Campeche para la expedición fueron: la fragata Nuestra Señora de la Soledad, propiedad del alcalde Ángel Rodríguez de la Gala; la fragata de Andrés Benito, la balandra de Sebastián García, dos galeotas guardacostas y varias piraguas para el servicio de los buques. Mérida,  Tacotalpa de la Real Corona y San Francisco de Campeche aportaron de sus cajas reales la cantidad de 7 945 pesos para la compra de comestibles, pertrechos de guerra y carena de las embarcaciones. Los movimientos preliminares estaban en operación cuando tuvieron que suspenderse: llegó a San Francisco de Campeche el marino Agustín Toledo, procedente de Laguna, advirtiendo que se encontraban en la isla tres fragatas inglesas, una de ellas con 20 cañones, otra de 16 y la última con 10; además, dos bergantines sin artillería estaban preparados para pedir ayuda a Jamaica.
Finalmente, el alcalde mayor de Tabasco, Graniel de Gil, ordenó el ataque, y la quinta expedición partió de Tabasco el 7 de diciembre de 1716, al mando del sargento mayor y ex  Alcalde Mayor de Tabasco, Alonso Felipe de Andrade; los piratas fueron nuevamente derrotados, pero esta vez las fuerzas tabasqueñas triunfadoras no se retiraron, sino que establecieron en la isla una guarnición a la que pusieron por nombre Fuerte de San Felipe. El desalojo, señala Calderón Quijano:

[...] es una página ciertamente gloriosa de la historia española en América. Con notable inferioridad numérica, llevó a cabo un ataque naval contra los ingleses, logrando su apresamiento casi total y obligándolos a abandonar los buques y el contrabando, dentro de unas condiciones extremadamente benévolas.

### Puesto militar de El Carmen
Después de esa victoria, se inició la rápida construcción de una estacada para la defensa, que es el origen de la actual Ciudad del Carmen. La edificación era sencilla y funcional, perfectamente cuadrada y regular, y que tenía baluartes en sus ángulos. El presidio del Carmen formaba parte de la estructura de administración del territorio de la Intendencia de Mérida de la Capitanía General de Yucatán y autonomía a excepción de los asuntos relacionados con el Tesoro. 
Poco después, más de un centenar de bucaneros quisieron retomar el territorio y regresaron con más buques y pertrechos de guerra, y atacaron por sorpresa a las tropas tabasqueñas el 15 de julio de 1717 por la noche, pero valerosamente fueron rechazados, con la respuesta contundente de "hombres, balas y pólvora suficiente para defenderse". Los piratas conminaron a De Andrade a rendirse y él les respondió: «Hombres tengo y pólvora suficiente para no entregar la plaza».
El sargento Alonso Felipe de Andrade contraatacó, les arrebató un cañón de metralla y entabló una batalla memorable. En el combate falleció el sargento mayor Andrade de 50 años, que se encontraba en el centro de la acometida. Los piratas británicos se dieron a la fuga. Durante toda la noche los lugareños siguieron persiguiendo a los que huían, al amanecer del 16 de julio de 1717, no quedaba un solo pirata vivo en la isla.
En celebración del día de la victoria, 16 de julio de 1717, las fuerzas tabasqueñas fundaron el Puesto militar del Carmen, nombre de la festividad religiosa de ese memorable día, consagrado a la Virgen del mismo nombre. El rey Felipe V deploró la muerte del sargento, y rebautizó la isla como Isla del Carmen.
Años después, en 1747, Enrique Díaz Pimienta hizo una descripción del cuartel, diciendo que por el lado exterior del polígono tenía unas 300 varas, siendo todo él de estacas o palizadas plantadas sobre el terreno, de ocho pies de alto; la artillería asomaba por las aberturas.

### Presidio de El Carmen
Se estableció el presidio o cuartel y poco a poco fueron llegando pobladores que se dedicaron a la explotación maderera. La relación documental de Prieto la describió en 1758 en los siguientes términos: "La mayor parte son manglares, sobre las orillas de su circunstancia; lo demás del terreno abunda de cedros, jabines, bícacos, guayos, palmeras, cocos, y otras especies de menor consideración". La obra de defensa contaba a mediados del siglo XVIII con una guarnición de 174 hombres y la estacada clavada en tierra, unida y sostenida por dos fajas de madera, interior una y exterior la otra. Dentro de ella estaba la capilla de la Virgen del Carmen, situada como a 200 pasos del presidio, con la iglesia de Jesús de Nazareno y una población de 1450 personas. La relación de Prieto señala al lado opuesto de la entrada principal de la Laguna, en tierra firme, la existencia de dos pueblecitos llamados Palizada y Sabancuy. También advierte la situación de cuatro vigías y, después de recomendar la erección de la fortaleza de piedra, habla de la actividad de los habitantes, dedicados solo a la pesca y al tráfico interior, ponderando la importancia de la riqueza forestal.
Hubo varios intentos para que la fortaleza tuviera mayor consistencia, entre estos la designación, en 1756, de un responsable de los trabajos, el ingeniero francés Gaspar de Courselle, quien llevó a cabo una serie de trabajos preliminares, lo que muestra la seriedad con que se consideraba esta cuestión. De Courselle levantó primero el plano de la laguna de Términos (en la que se podía desembarcar por toda la costa norte de la isla y por la Boca Nueva, pudiéndose transportar artillería contra el castillo; la isla no podía mantener un cuerpo de tropa para combatir al enemigo, pues apenas producía el suficiente maíz para la guarnición y el pueblo) y después presentó el plano del castillo, que era una simple estacada a raíz de suelo. En el proyecto se notaba un cuadrado perfecto, de 200 varas de polígono exterior, con cuatro baluartes y puesto dentro y en el mismo centro del fuerte de la estacada. Se proyectaba en el interior del recinto una habitación casa del gobernador y sus dependientes. Por otra parte, aunque consideraba suficientes los fuegos proyectados, no excluía la posibilidad de una batería a barbeta y una plataforma o batería circular en el frente, que miraba al mar. Con respecto al agua, bastaba hacer aguadas o pozos, ya que era excelente. Consideraba que la piedra podía obtenerse en un pueblo de indios —abandonado por los ingleses en su huida— que se denominaba Tixchel. Además, De Courselle incluía una relación de las dimensiones de todos y cada uno de los baluartes y cortinas proyectados, así como de las puertas que daban acceso al presidio y el calibre de la artillería de la que pensaba dotarlo.
La defensa era una preocupación natural desde el amago costanero de los bucaneros; los proyectos y propósitos son la medida de la angustia y el temor. De Courselle no pudo iniciar ningún trabajo y su proyecto pasó al ingeniero Agustín López de la Cámara, quien no lo aprobó y formuló otro distinto. Para el efecto llegó al Carmen el ingeniero Juan de Dios González, quien reconoció el terreno y, el 27 de abril de 1763 presentó al virrey sus consideraciones sobre la isla, señalando fertilidad, bocas, navegabilidad y estado del presidio: mencionaba los cinco incendios sufridos por éste en 42 años de erigido, y recomendaba, en consecuencia, su construcción en mampostería, que nunca llegó a feliz término. Civeira Taboada señala:

Después de tanto razonado proyecto, en la Isla del Carmen nunca se llegó a la ansiada fortificación de fábrica y mampostería. La edificación de madera debió seguir muchos años todavía; y es fácil fuera la base de la llamada Batería de Guerrero, situada en el mismo lugar que el Presidio del Carmen, y levantada en 1838 por el comandante militar José del Rosario Gil.

Sin embargo, los piratas regresan a la Isla del Carmen, incendiando el puesto militar y los vigías de San Pedro y Barra del Grijalva que habían sido construidos para alertar a la capital de Tabasco de un nuevo ataque pirata.

### Desalojo definitivo de los piratas
Finalmente, en 1786, el Alcalde Mayor de Tabasco Francisco de Amuzquívar envió a las milicias de Tabasco, al mando del capitán Juan de Amestoy y del teniente Francisco Interiano, quienes derrotan y desalojan definitivamente a los ingleses de la isla del Carmen, reintegrando la isla a Tabasco. y reconstruyendo el puesto militar de Nuestra Señora del Carmen terminando así con la presencia de piratas en la región.
Desde entonces nunca más volvieron los bucaneros, quienes estuvieron en posesión de la isla por cerca de 200 años, explotando sus recursos y atacando navíos españoles y las costas de Tabasco, en donde obligaron a las autoridades coloniales a cambiar en dos ocasiones la capital de la provincia de Tabasco, de Santa María de la Victoria a Villahermosa de San Juan Bautista en 1641, y de ahí a Tacotalpa de la Real Corona en 1677. Sin duda que los ingleses expulsados son los que pasaron a la vertiente opuesta (Belice) a continuar su oficio de traficantes y contrabandistas.

### Disputa entre Tabasco y Yucatán
Desde la época colonial existió una disputa entre Tabasco y Yucatán por la posesión de la isla del Carmen. En 1540 la Provincia de Tabasco alcanzó su mayor extensión, ya que el "...lindero que separaba Tabasco de Yucatán estaba después de Sabancuy, y el primer pueblo yucateco era Tixel". Todavía en el año 1817 Tabasco poseía la isla del Carmen, Palizada y Sabancuy. Sin embargo, el gobierno del país no tenía una idea clara de la ubicación geográfica de la isla, a tal grado que Iturbide, por disposición del 2 de septiembre de 1822, hizo depender El Carmen del estado de Puebla. Pero en 1823 el restablecido Congreso mexicano queriendo corregir este error, dispuso que se le reintegrara a la jurisdicción de Tabasco "...agregándole a la Comandancia General de Tabasco el Distrito de la Laguna de Términos", hecho que se consumó al publicarse la Ley electoral para los comicios de diputados al Segundo Congreso Constituyente de la Nación el 17 de junio de 1823. Sin embargo en agosto de 1824 por presiones del gobierno de Yucatán, el territorio del Carmen fue segregado de Tabasco para ser incorporado a Yucatán.
En 1842, el gobernador de Tabasco Francisco de Sentmanat, decidió invadir Yucatán y tomó Palizada y El Carmen, segregándolos de la jurisdicción yucateca y reincorporándolos al Departamento de Tabasco, sin embargo al ser derrocado, el nuevo gobernador José Julián Dueñas devolvió los territorios a Yucatán. Pocos meses después, Tabasco recuperó el territorio de El Carmen, cuando el general Santa Anna decretó, el 2 de octubre de 1843, el pase del partido de El Carmen a la jurisdicción de Tabasco. Sin embargo, el 15 de julio de 1854 el mismo general Antonio López de Santa Anna decretó la creación del Territorio del Carmen, con territorio segregado a Tabasco y Yucatán, con lo que se le arrebató a Tabasco casi todo el partido de Usumacinta y la isla del Carmen.
Más tarde, el 4 de junio de 1856, el gobernador de Tabasco José Víctor Jiménez envió un escrito al Congreso Constituyente de la Nación, alzando su voz para pedir que se le devolvieran a Tabasco sus antiguos límites, "...para que se demarque y extiendan los límites actuales de Tabasco con los estados de Chiapas, Yucatán y Veracruz:". El 17 de septiembre de 1856, con 77 votos a favor por 8 en contra, se dio la disolución del Territorio del Carmen, recuperando Tabasco solo el partido del Usumacinta, mientras que a Yucatán se le agregó el distrito de El Carmen, esta resolución fue plasmada en la Constitución de 1857, con lo que Tabasco perdió el territorio de El Carmen.

### Título de villa
Se le concedió el título de villa por disposición gubernativa del 2 de octubre de 1828, con su respectivo escudo: un león posado sobre la isla que es devorado por el águila; alrededor lleva la siguiente leyenda: "La Laguna por Yucatán y ambas por la República Mexicana".
En el año de 1841 se concedió a la villa del Carmen, por decreto de 26 de octubre, la categoría de puerto de altura por la importancia de su comercio marítimo. También participó en las vicisitudes nacionales, pugnas entre federalistas y centralistas, y conflictos bélicos. Siguiendo el destino de la península, cuando ocurrió la escisión de la República Mexicana en la década de 1840, se inclinó por la separación y por la neutralidad; en 1846, en la guerra contra los Estados Unidos, siguió el criterio que había adoptado el 8 de diciembre de ese mismo año el Ayuntamiento de San Francisco de Campeche: sin ser ajeno a la presión popular, en una reunión se pronunció por un aplazamiento de la reincorporación hasta que el gobierno nacional se mostrara estable. Señala el historiador Bolívar que El Carmen fue ocupada por fuerzas estadounidenses, al mando del comodoro Perry quien hizo el trazo de la Parroquia; las autoridades del estado se pusieron en contacto con las fuerzas de ocupación. Luis Ramírez Aznar nos ha hecho saber que, desde que pidieron la neutralidad, el grupo político de Santiago Méndez había establecido comunicación con el comodoro Perry a través de un enviado especial, llamado José Robira, de nacionalidad española, criado en los Estados Unidos y avecindado en el Carmen; el propio Méndez había visitado al comodoro en el puerto de Veracruz. La neutralidad de Yucatán fue aceptada a condición de facilitar la ocupación de la Isla del Carmen, que sería base estadounidense en la región por su importancia. Robira presidió una junta popular en la que los vecinos pidieron al comodoro Perry que no se retirara de la isla cuando se firmara la paz entre los Estados Unidos y México, sino hasta que el Supremo Gobierno estuviese en condiciones de atender la seguridad y defensa del Carmen. Esta exposición, firmada el 5 de junio de 1848, aludía a la propia beligerancia entre los dos países, así como a la Guerra de Castas que tenía a la península en estado de alarma:

Ahora que la guerra de los bárbaros ha hecho tantos progresos y que a consecuencia de ellos fluye diariamente a esta isla una inminente inmigración, que ésta no trae consigo más que el hambre devoradora y la más lamentable indigencia: los exponentes suplican continúe la ocupación militar de esta isla, mientras el gobierno de México pueda enviar fuerzas a ocuparla y defenderla, quedando los productos líquidos de las rentas aduanales a beneficio de la desventurada península de Yucatán.

A partir de 1848, debido a la guerra social, se incrementó la población del Carmen y de Sabancuy; el Partido contaría 12 352 habitantes en el año de 1852, sumados los establecidos en Palizada. Para el año de 1849, existió ya producción agrícola por el rumbo de Palizada, Cerillos y Atasta. La existencia de trapiches permitieron procesar panela, azúcar y aguardiente; se cultivó arroz, maíz, algodón, y se produjo hortalizas, cebolla, cacahuate y camote, entre otros. La villa del Carmen se incendió en los días del 16 al 18 de marzo de 1850. El guano de los techos, el clima y la debilidad de las construcciones propició que éstas fueran barridas por el fuego, tragedia cuyo origen resultaba sospechoso. Pero la población sobrevivió y tres años más tarde se planificó con el impulso de la autoridad ejercida por el general Tomás Marín.
El incendio dejó en la miseria a quienes habían sido prósperos comerciantes; un ejemplo es la desaparición de la empresa Preciat y Gual, que perdió mercancías por 10 000 pesos y edificios que se calcularon con un valor de 30 000 pesos; o la casa MacGregor, que desapareció al reducirse a cenizas tres edificios que tenían un costo de 20 000 pesos; Domingo Trueba perdió en mercancías y edificios 56 000 pesos. Otros tuvieron la suerte de no perder en el incendio la totalidad de sus bienes, y se salvaron dos de las más importantes comercializadoras de palo de tinte: Benito Anizán y Victoriano Nieves. Esteban Paullada salvó también su patrimonio.

### Territorio de El Carmen
Poco tiempo después, en noviembre de 1853, únicamente la región que comprendía la isla fue declarada territorio federal; posteriormente, su jurisdicción se amplió el 15 de julio de 1854, extendiéndose desde Punta Varaderos hasta el río San Pedro y San Pablo, en la costa. El Ayuntamiento de San Francisco de Campeche, a moción del regidor Francisco Estrada Ojeda, acordó recomendar al Superior Gobierno de la península hacer todos los esfuerzos posibles para reincorporar al estado el Territorio del Carmen; el gobierno de Yucatán solicitó al Congreso Constituyente de 1856 la restitución de aquella parte separada y, después de algunas discusiones, se reintegró a la entidad peninsular con 77 votos a favor por 8 en contra, con lo cual se dio la disolución del territorio del Carmen, recuperando Tabasco y Yucatán sus respectivos territorios.
Es preciso aclarar una situación que paralizó inquietudes políticas; Justo Sierra O'Reilly se ocupó en su momento de poner los puntos sobre las íes, recordando que solo el espíritu de partido e intereses impulsó aquel desprendimiento, auspiciado por el dictador Antonio López de Santa Anna, cuyos propósitos fueron, durante 27 meses de su régimen, fraccionar los grandes estados de la nación para imponer más fácilmente el yugo y la influencia del poder centralista.
Por la importancia adquirida y su marcado desarrollo, el gobierno del presidente Comonfort decretó, el 10 de julio de 1856, la titulación de ciudad para el Carmen, hecho que aprobó el Congreso de la Unión el 17 de septiembre de ese mismo año. La población, antes de formar parte del estado, ya había logrado integrar su personalidad: de entre los barrios más característicos se encontraban El Guanal, que fue poblado por familias de Palizada, Atasta y San Francisco de Campeche; el barrio del Jesús, el de Tila, fundado por familias yucatecas que llegaron huyendo de la Guerra de Castas; La Puntilla, de pescadores; El Salitral, cercano al arroyo de los franceses, y el de Fátima, para solo citar algunos.

### Creación del estado
El conflicto en la península de Yucatán, entre los políticos Méndez y Barbachano, continuó, la guerra de castas hizo lo propio.
Las dificultades mayores en la península se presentaron en 1857 a causa de irregularidades en la elección del gobernador del estado, Pantaleón Barrera. Pablo García, que entonces tenía 33 años y había sido elegido diputado, abandonó la sala de sesiones del Congreso local en Mérida en el mes de julio, argumentando falseo del proceso electoral. Enseguida comenzaron las sublevaciones en diferentes poblaciones, principalmente del distrito de Campeche, pidiendo que se convocara a nuevos comicios; las fuerzas militares persiguieron a los sublevados, pero aplacados unos, aparecieron otros. La noche del 6 de agosto de 1857 varios campechanos agrupados alrededor de García y Pedro Baranda se apoderaron de los baluartes de Santiago y la Soledad en San Francisco de Campeche, así como de la maestranza de artillería. Al sucederse las negociaciones solicitaron la destitución del Ayuntamiento de Campeche por su filiación mendista, así como la del administrador de la Aduana y otras condiciones no del todo justificadas. Poco después, el 9 de agosto, se desconoció en el acta de esa fecha al Congreso y al gobernador Pantaleón Barrera, por falta de libertad en las elecciones. Cesaron al Ayuntamiento y nombraron a otras personas. Pablo García fue designado jefe político y militar, y comenzó a recibir adhesiones de otros lugares del distrito.
Las acciones de García para unificar en agosto de 1857 la decisión del rompimiento con Yucatán, no fueron fáciles y tuvo que ejercer la autoridad que ostentaba. En consecuencia, el día 19 se dirigió al jefe político de El Carmen pidiéndole que no impidiera la libre manifestación de los laguneros, de quienes él tenía conocimiento que deseaban adherirse a su proyecto. Le advirtió que para proteger la libre expresión había instruido al capitán Andrés Cepeda Peraza para que con las fuerzas a su mando desembarcara en Las Pilas y, acercándose a la población, diera oportunidad a los habitantes para que expresaran sus opiniones. Días más tarde, gracias a Nicolás Dorantes y Ávila, García se enteró de que contaba con el apoyo de los laguneros. El hecho no fue pacífico, ya que hubo víctimas: murieron en el marco de la proclamación Jerónimo Castillo y Santiago Brito, quien se había resistido a los objetivos de García. Igualmente, Pablo García separó de la jefatura política del Carmen a José del Rosario Gil y envió desde Campeche a José García y Poblaciones, a quien también concedió la comandancia militar del partido.
De agosto a diciembre de 1857 numerosas poblaciones se adhirieron a la proclama de García y Barrera dejó la gubernatura en poder de Martín F. Peraza. Por todo ello, no fue casual que en abril de 1858 hubiera un consenso mayoritario para la creación del nuevo estado. El 3 de mayo de 1858 se firmó el Convenio de División Territorial, que entre otros puntos estipulaba los respectivos a línea divisoria, obligaciones en la guerra contra los indígenas, impuestos y aranceles; se publicó en San Francisco de Campeche con la solemnidad del caso el 15 de mayo. Consecuencia inmediata del Convenio fue la expedición de un documento de cuatro puntos por el cual la junta Gubernativa del Distrito de Campeche e isla del Carmen declaró tener la voluntad de erigirse en estado, reconociendo como gobernador a Pablo García y estableciendo que la designación de comandante recaería en Pedro Baranda; además nombraron un Consejo de Gobierno que se integraría con cinco miembros.
El decreto definitivo de la creación del nuevo estado se expidió el 29 de abril de 1863. El estado se formó con uno de los distritos yucatecos: el de Campeche (los otros eran Mérida, Tekax, Izamal y Valladolid), el distrito de Campeche lo formaban los partidos de Carmen, Champotón, Campeche, Hecelchakán y Bolonchenticul. El primer gobernador fue el licenciado Pablo García y Montilla.

### Intervención francesa
La suspensión del pago de la deuda externa dio la oportunidad a Inglaterra, España y Francia de conseguir, nuevamente, un lugar hegemónico en México, y enviaron sus flotas para exigir su pago, llegando a Veracruz en enero de 1862.
El 12 de febrero, a las cuatro de la tarde, fondeó en la bahía del Carmen el vapor de guerra francés “Le Granade”, con la excusa desembarcaron armamentos en el mes de mayo. La lucha entre los adeptos a la causa conservadora y los fieles a la República de Juárez se hizo manifiesta, se convocó a una junta de autoridades y personas connotadas y, después de una votación, el Carmen quedó en calidad de colonia francesa, los liberales tuvieron que exiliarse de la ciudad.
En San Francisco de Campeche se organizó fuerzas para reconquistar la isla, las tropas de la intervención al mando de don Pedro Pucurul llegaron a Palizada y en San Joaquín libraron combate. Carmelitas leales dirigieron una proclama a los habitantes de la isla a resistir y defender la patria, entre los primeros se encontraba Arturo Shields. En el Carmen la naturaleza vino en auxilio y la tripulación de “La Granade” falleció, en su totalidad, de fiebre amarilla, el único que se salvó fue el capitán Hoquart.
Campeche se constituyó en el último baluarte de los liberales en la península y después de violentos combates fueron dominados por las fuerzas imperialistas, dándose con ello la llegada al país de Maximiliano y Carlota. A fines de 1865, la emperatriz hizo un viaje a la península llegando al Carmen el 17 de diciembre a bordo del vapor Tabasco.
A principios de 1866, Pablo Gracia y otros leales campechanos regresaron al Carmen, internándose por Tabasco, para reorganizar la liberación de Campeche. El 23 de abril de 1867 las fuerzas liberales, al mando de don Juan Carbo, y la flota, al mando de Vicente Campan, entraron al Carmen a tomar la plaza, al conseguirlo les fue entregada por el prefecto político del territorio José María Ponce.
El estado comenzó el camino del progreso, un informe estadístico de marzo de 1871 señalaba que se habían exportado a Europa, en el decenio 1861-1870, la cifra de 4 millones 650 mil 139 quintales de palo de tinte.
Cada día había más de 25 barcos de distintas nacionalidades atracados en los muelles y otros tantos esperaban para atracar. Se estableció, con capital belga y francés, la planta de extracto de palo de tinte y se instaló en la misma el primer generador de corriente eléctrica para alumbrado en el país, era el año de 1874.

### La Revolución
Obedeciendo a una tendencia económica, guiada por la transición de la tierra a manos de particulares, el gobierno de Porfirio Díaz entregó en concesión grandes extensiones territoriales a compañías extranjeras y personas connotadas de la región.
A fines de 1907, en El Carmen, se enfrentaron dos grupos con ideas contrapuestas, el de amigos del régimen porfirista denominado “Club 2 de Abril”, que se reunían en la farmacia de Jesús Cervera, y el otro llamado “El Avispero”, que se juntaban en la farmacia de Carlos González l.
El 11 de septiembre, al inicio de su campaña, Francisco I. Madero llegó por barco al Carmen procedente de Tabasco, acompañado de su esposa, Sara Pérez de Madero, de los licenciados José María Pino Suárez y Serapio Rendón y otros simpatizantes y colaboradores tabasqueños. Por la noche hubo un mitin en la plaza Zaragoza, donde tomaron la palabra el licenciado Pino Suárez, el licenciado Rendón y el propio Francisco I. Madero.
Una vez alcanzado el poder en 1912, hubo un gran colapso económico, los inconformes contra el presidente Madero se enfrentaron en franca lucha, los porfiristas por su parte, lucharon por reconquistar el poder, todos estos hechos condujeron al país a la Decena Trágica. En el estado se sublevó el gobernador Manuel Castilla Brito.
En julio de 1914, las fuerzas de Victoriano Huerta se encontraban en franca derrota, Venustiano Carranza se erigió como jefe de la revolución. Entre los oficiales del ejército pre-constitucionalista de Venustiano Carranza, venía el joven Joaquín Mucel Acereto, quien había vivido en el Carmen desde su infancia y abandonado sus estudios de ingeniería al inicio del movimiento. El coronel Mucel es enviado como jefe de armas y gobernador. Con la llegada de Mucel, varios jóvenes carmelitas decidieron enlistarse en el ejército, entre estos, Ramón Arcovedo, Ramón Vadillo, Alfonso Rosiñol del Valle, Benjamín Pérez, Marcos Almeida y José Ruiz.

### Del camarón al petróleo
Entre 1946 y 1947, los pobladores de la isla del Carmen buscaban una salida a su crisis económica, de acuerdo con datos de Leriche, varios eran los proyectos que se tenían en mente, desde un gran hotel hasta una fábrica de botones, de todos estos proyectos el único que llegó a consumarse fue la instalación de empacadoras de marisco. Mientras en la isla se discutían esas posibilidades, compañías Camaroneras nacionales y extranjeras incrementaban su presencia en las costas de Carmen, donde se hallaban los bancos vírgenes de camarón rosado del Golfo.
La actividad camaronera tuvo un inicio anárquico, un tanto caótico; sin embargo, marcaría la economía de Carmen los siguientes 35 años. Las bondades entre esta industria y las que la precedieron, como la del palo de tinte y maderas preciosas, permitieron la diversificación de las actividades ocupacionales de la región.
El descubrimiento de petróleo, por el pescador Rudesindo Cantarell en marzo de 1971 frente a las costas de Carmen, significó una nueva etapa en la vida de la ciudad y un elemento de gran trascendencia en el destino del país.
Cultura
Stella Maris (del latín Stella Maris, “estrella del mar”) conocida como La Estatua de la Virgen del Carmen, es uno de los monumentos más famosos y visitados de Ciudad del Carmen. Se encuentra ubicado a 200 metros del malecón, dentro de las aguas de la laguna de Términos. Esta escultura fue inaugurada en la noche del 15 de julio de 2014 por autoridades eclesiásticas y del gobierno del Estado y municipal ante más de 15 mil personas que abarrotaron la explanada del asta monumental y parte del malecón de la ciudad. La estructura monumental de la Virgen del Carmen, una de las obras patrocinadas por el expropietario de Oceanografía, Amado Yáñez Osuna. En su momento, la empresa de Amado Yáñez reportó destinó cerca de 44 millones de pesos en el relleno y construcción de la base. Pero, tras revelarse la crisis de la empresa, el municipio solicitó al Congreso del estado una partida de 40 millones de pesos para la conclusión de los trabajos, que el legislativo negó la solicitud, por lo que se desconoce de dónde provino el dinero restante de la obra.
Detalles de la obra
Más de 15 meses tomó al escultor mexicano Sergio Andrés Peraza Ávila la realización de la escultura en honor a la Virgen del Carmen Stella Maris cuya obra de arte la más grande en su trayectoria artística ha sido el mayor reto con más de 15 toneladas de peso de bronce y 14 metros de altura, la cual guarda mística y sentimiento en el proceso de su creación. al escultor encargado de la edificación del monumento Stella Maris, explicó que más de 2 años tomó llevar el proyecto a su culminación. Indicó que se tuvieron que crear 4 talleres para la realización de la obra de arte tres montados de manera especial en la Ciudad de México y una en Ciudad del Carmen en las inmediaciones del puerto Industrial pesquero donde se llevaron a cabo los últimos detalles de la obra de arte. Interpretó algunas partes del Stella Maris, como la mirada de la imagen que da fijamente a los ciudadanos cuando éstos inician su recorrido dentro de sus instalaciones, al igual afirmó que la creación de dicha escultura se tuvieron diferentes retos, así como dificultades, por lo cual la ola que yace a los pies de la imagen, representa la tempestad que se tuvo y la Virgen posa su pie de manera delicada para apaciguar las aguas.
El proyecto finalizado en honor a la Virgen del Carmen, pesa 12 toneladas y mide 12 metros de altura, tuvo un consto total de 70 millones de pesos de los cuales Oceanografía reportó que había destinado unos 44 millones de pesos en el relleno y construcción de la base.
Etapa final de construcción y montaje
Esta obra fue develada por el gobernador Fernando Ortega Bernés, el en ese entonces alcalde de Ciudad del Carmen Enrique Iván González López y el obispo José Francisco González, en el marco de los festejos de la Feria del Carmen. Durante la ceremonia inaugural, el alcalde explicó que la imagen tiene un peso de 12 toneladas y una altura de 12 metros, pero asentada en su base se eleva sobre el mar aproximadamente 25 metros. En su intervención, el mandatario estatal calificó de “histórica” la noche y recordó que el próximo año se cumplen 500 años del nacimiento de la cultura mestiza y del inicio del proceso de evangelización que encabezaron los franciscanos en toda la región.

## Economía

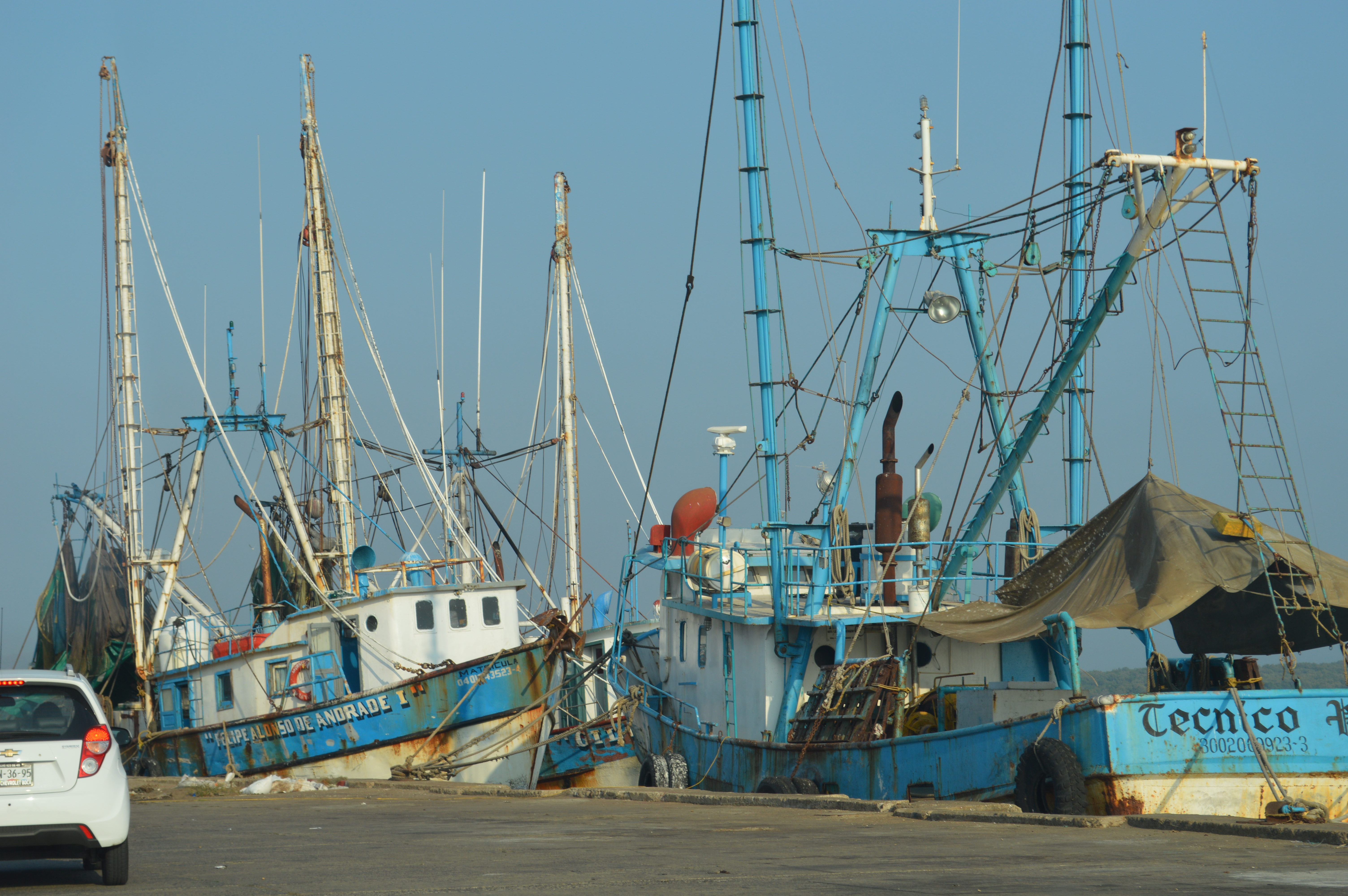
La pesca, una de las actividades económicas de la ciudad.

Ciudad del Carmen ha sido de gran importancia para el desarrollo del estado de Campeche y del país, por su posición geográfica y la riqueza de los recursos naturales que le rodean; en un primer momento, vino la bonanza derivada de la explotación del palo de tinte y del chicle, más tarde, ésta llegó con la pesca del camarón. En la actualidad, conserva su posición estratégica en la economía, pero ahora generada por una fuente diferente, el petróleo. El petróleo es extraído de la Sonda de Campeche, teniendo como principal base de operaciones a Ciudad del Carmen, esta situación la convierte en un centro donde se requieren de servicios complementarios para las actividades de exploración y producción de crudo que desarrolla la empresa paraestatal Petróleos Mexicanos, misma que planea mover su sede a esta ciudad.

### Turismo
La Isla del Carmen y sus áreas aledañas constituyen una de las zonas del sureste del país con mayor potencial turístico. Su territorio se ve enmarcado por hermosos paisajes de tipo lacustre y marino, complementados por la existencia de vestigios arqueológicos y por la exuberante vegetación tropical. De igual manera, Ciudad del Carmen conserva ese marco natural que representa el estar situada entre el Golfo de México y la Laguna de Términos, lo cual da a la población un tinte muy interesante. Desde Carmen, se pueden visitar numerosos sitios con diversos atractivos turísticos, localizados en el suroeste del Estado de Campeche, tales como Palizada, Isla Aguada, Atasta, Sabancuy y Candelaria. Apuntalando la actividad turística, los lugares emblemáticos en Ciudad del Carmen son:
Playas
La zona costera de Ciudad del Carmen y propiamente de la isla del Carmen, está conformada por hermosas playas; algunas cuentan con diversos servicios turísticos. En la zona urbana de Ciudad del Carmen se localizan las siguientes playas:
- Caracol.
- Puntilla.
- Manigua.
- Playa Norte.

Hacia el oriente de Ciudad del Carmen, en la propia Isla del Carmen, existen las siguientes zonas de playa:
- Bahamitas.
- Tortugueros.
- Puerto Real.
- Punta San Julián.

Laguna de Términos

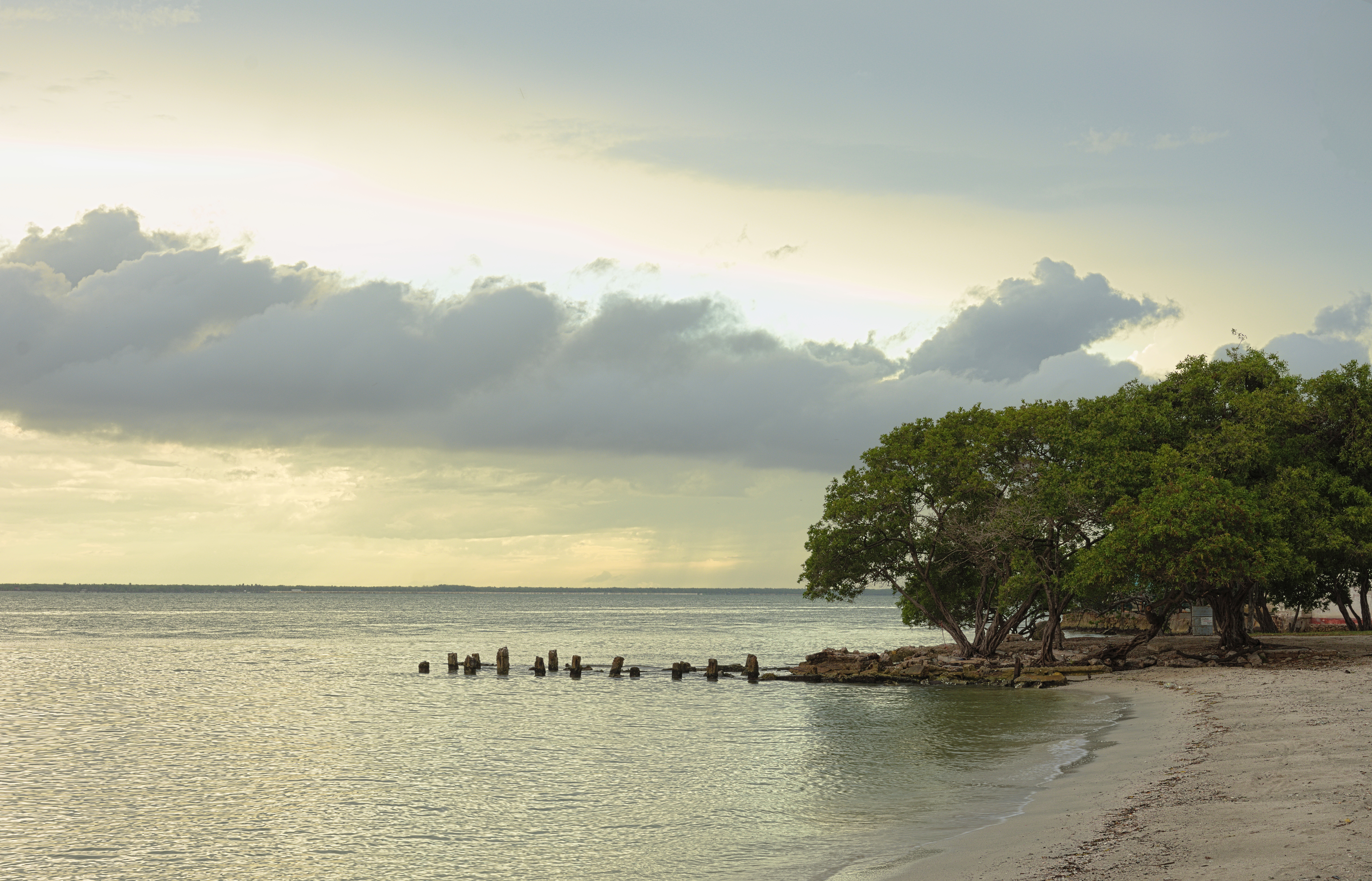
Laguna de Términos.

Bañada por sus aguas, al sur de Ciudad del Carmen se localiza la Laguna de Términos, nombre que se debe a los españoles que descubrieron la Isla del Carmen en 1518, creyendo que la laguna separaba lo que se creía entonces era la isla de Yucatán de tierra firme. La Laguna de Términos es el sistema lagunar estuarino de mayores dimensiones y volúmenes del país, en ella desemboca una parte de la principal red hidrológica de la zona costera del Golfo de México. Especies como el róbalo, los crustáceos, el camarón, el manatí y los delfines, entre otros, se reproducen exitosamente en sus aguas. Su gran diversidad biológica se debe, en gran medida, a la descarga fluvial que recibe.
Más allá de la Laguna de Términos se extiende el Área de Protección de Flora y Fauna del mismo nombre, en la que Ciudad del Carmen se encuentra inmersa. Grandes bosques de manglares, áreas pantanosas, selvas bajas inundables, selvas medianas y altas, tulares, carrizales y popales sirven como reservorio de especies —crustáceos y peces—, y forman un sitio propicio para la anidación y hábitat de aves, reptiles y mamíferos.
El Área de Protección de Flora y Fauna Laguna de Términos cuenta con una extensión de 705 016 hectáreas, lo que la convierte en una de las Áreas Naturales Protegidas más grandes de México. Las particulares características de la Laguna de Términos —únicas en el planeta— le merecieron que desde el año 2004, fuera declarado sitio Ramsar. En el año 2008 los humedales del área natural protegida ingresaron en la lista indicativa de sitios mexicanos a formar parte del patrimonio mundial de la UNESCO. Por la enorme riqueza natural en la que se encuentra inmersa, una de las vocaciones naturales de Ciudad del Carmen es la del turismo ecológico, conformando el escenario ideal para el desarrollo y disfrute de diversas actividades ecoturísticas.
Calles y edificaciones históricas

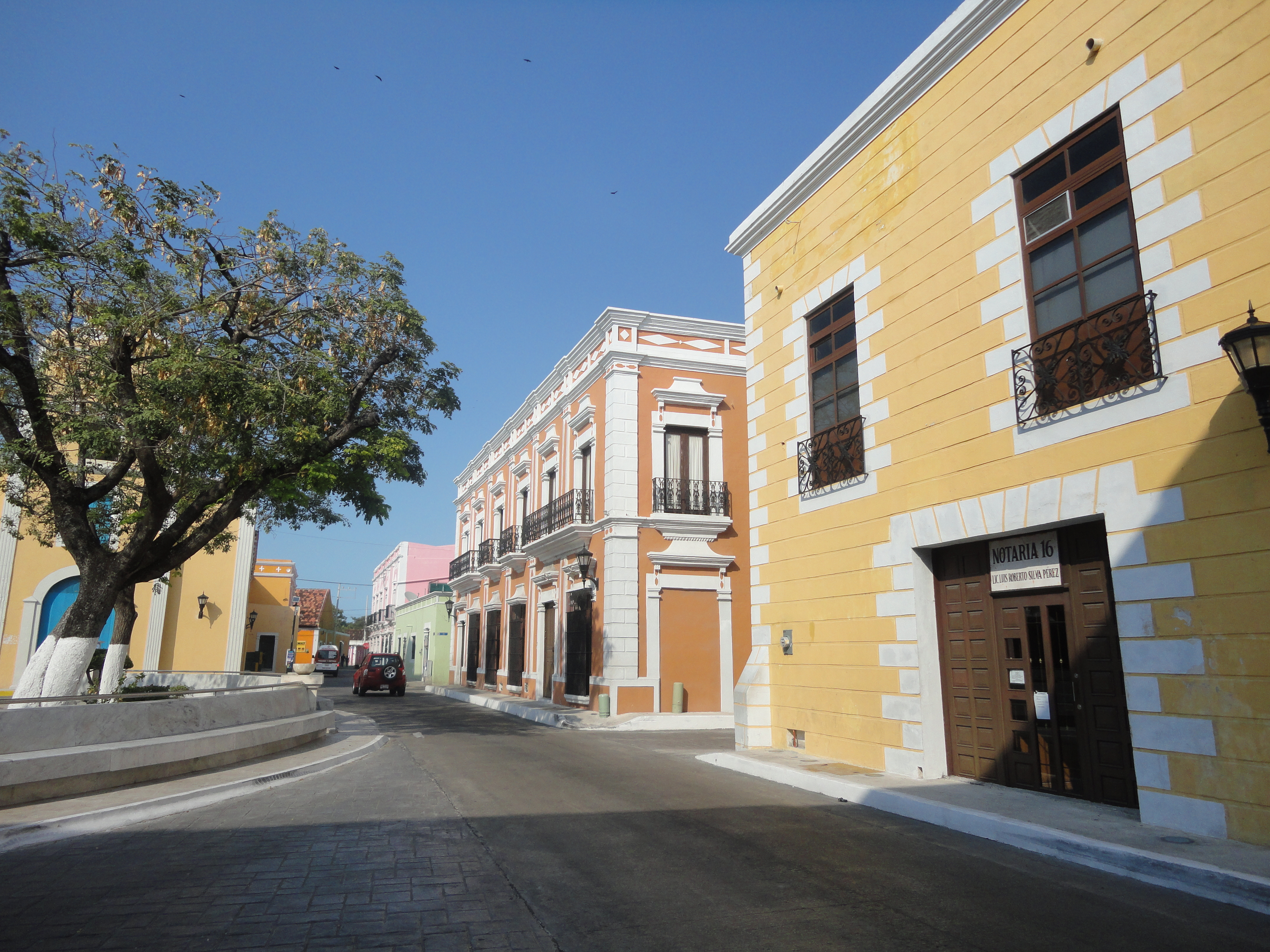
Calles antiguas de Ciudad del Carmen.

Ciudad del Carmen cuenta con antiguas y estrechas calles, que permiten al turista o visitante impregnarse de su historia y tradiciones, como la antigua calle del Comercio (actualmente calle 22), que junto con las vialidades contiguas, fueron mudos testigos durante más de 290 años del desarrollo de actividades comerciales extractivas como el palo de tinte, las maderas preciosas y el chicle.
Otros sitios a destacar son:
- Santuario Mariano Diocesano de Nuestra Señora del Carmen y El Parque Zaragoza.

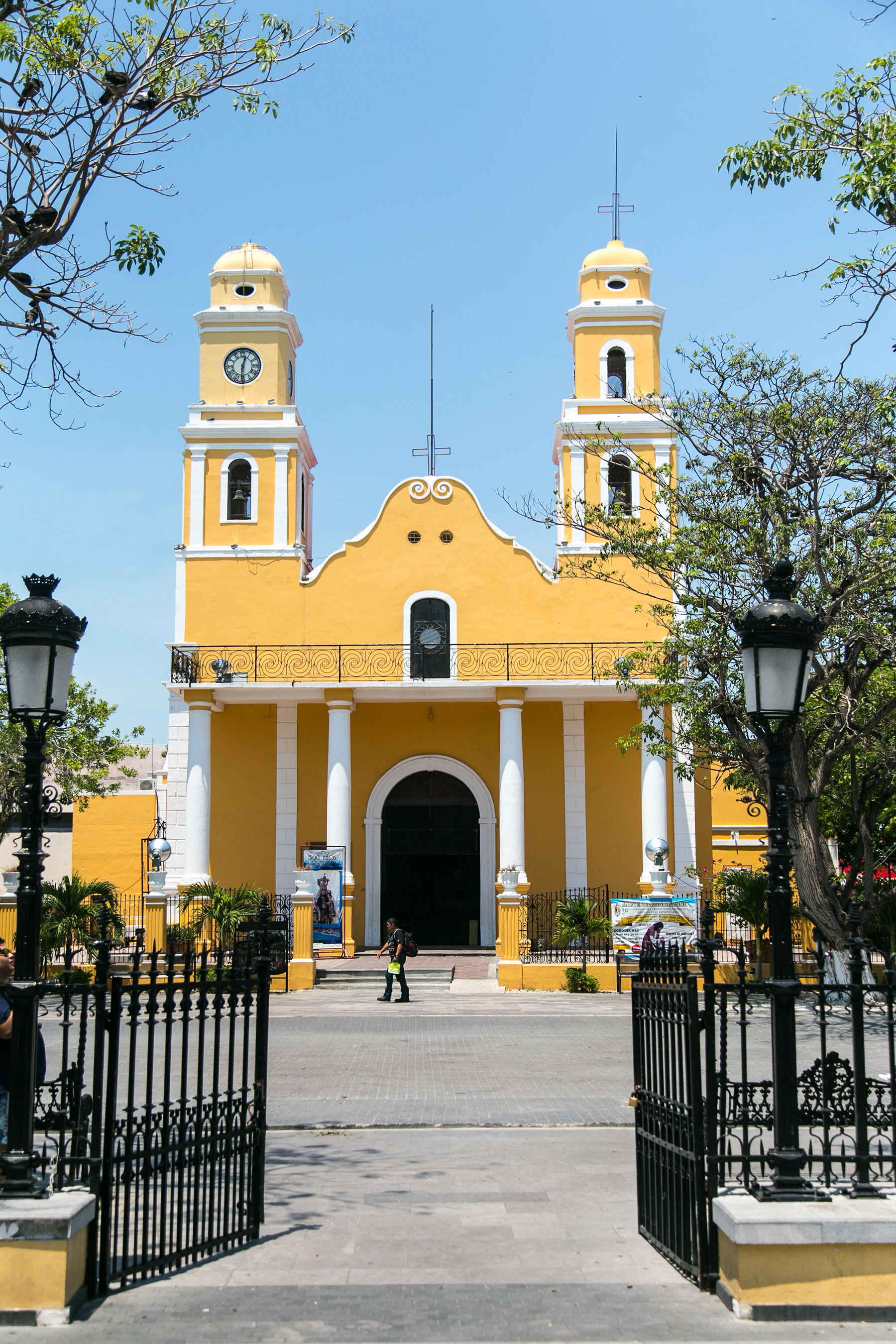
Santuario de la Virgen del Carmen.

El corazón urbano de Ciudad del Carmen se localiza en el área formada por el Santuario Mariano Diocesano de Nuestra Señora del Carmen y el Parque Zaragoza, la construcción de la primera se inicia en 1856, su arquitectura presenta líneas armoniosas bien proporcionadas en su frontispicio. Un vestíbulo, dos torres y un tímpano angulado entre los bordes del techo de dos aguas, tres contra fuertes dan solidez a la estructura lateral y su altar de mármol gris y blanco sirve de alojamiento a la hermosa imagen de la Virgen del Carmen, Patrona de los marineros.
El parque Zaragoza, de hermoso espacio de amplia vegetación se localiza integrando a esta área religiosa cívica, donde además de la iglesia, se ubica el Teatro de la Ciudad, el Centro Cultural Universitario y la fuente nombrada “Monumento a la Historia de la Laguna de Términos”. Destaca el bello y tradicional kiosco, una de las imágenes representativas de la ciudad.
- Museo Victoriano Nieves.

Ubicado en un antiguo hospital, reseña los tiempos precolombinos, así como la historia de Ciudad del Carmen y su impresionante incorporación a la economía del México moderno. Resaltan aquí los excelentes ejemplos de cerámica maya, un barco integrado a la exposición permanente, la historia temprana de la Isla de Tris, la expulsión de piratas ingleses y la fundación del presidio del Carmen, además de la cuantiosa extracción de palo de tinte durante la primera mitad del siglo XIX. En este recinto se pueden conocer los diversos escenarios históricos de la Región de Carmen desde la época prehispánica, pasando por la conquista y colonia, hasta nuestros días.
- Puente Zacatal y Malecón.Puente El Zacatal y el Malecón de la Ciudad.

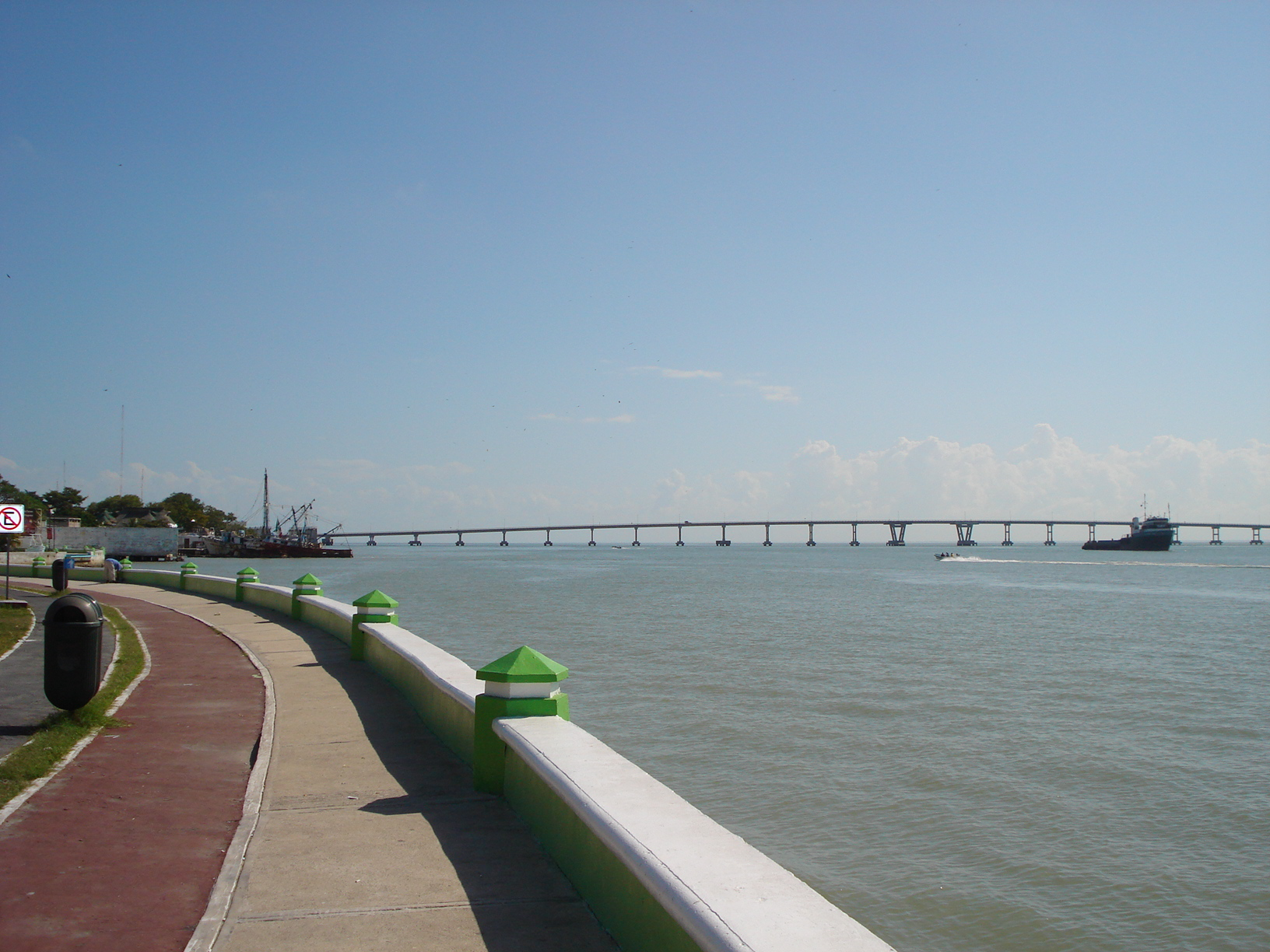
Puente El Zacatal y el Malecón de la Ciudad.

El puente Zacatal es el puente más largo de América Latina en su tipo, con una longitud de 3861 metros y un ancho de 9 metros. Es uno de los más transitados del país al tratarse de la entrada a la península de Yucatán, cuenta con dos carriles, uno en cada sentido, transitable por cualquier tipo de vehículo.
Todos los días, a las 20:00 y a las 21:00 se presenta un espectáculo de luz y sonido que ensalza la grandeza de esta obra de ingeniería civil. Iluminando el puente de manera sincronizada con los elementos decorativos del malecón, durante este espectáculo se transmite un video sobre la historia de la isla del Carmen denominado "Ventanas" y un video sobre turismo de Campeche. La iluminación del puente y el malecón permanece hasta altas horas de la noche. Se pueden observar delfines desde el puente, en el mirador y en el malecón al atardecer.
Otros sitios de interés

La Manigua, barrio antiguo de la ciudad.

La Ciudad y Puerto de Carmen, ofrece al visitante además de sus bellezas naturales, lugares que visitar dentro de su etapa de modernidad; centros comerciales, lugares de esparcimiento, modernos hoteles, restaurantes y zoológico, entre otros.
Sin perder su esencia y sabor propios de una isla, Ciudad del Carmen se ha venido incorporando a la modernidad demandada por el propio incremento poblacional y por la dinámica económica impuesta por la industria petrolera, por lo que hoy día ofrece al visitante una variedad de opciones en materia gastronómica, de hospedaje, cultura, diversión y esparcimiento. Las comodidades y oferta comercial de cualquier ciudad moderna, resultan un excelente complemento a sus playas y atractivos naturales.

## Urbanismo

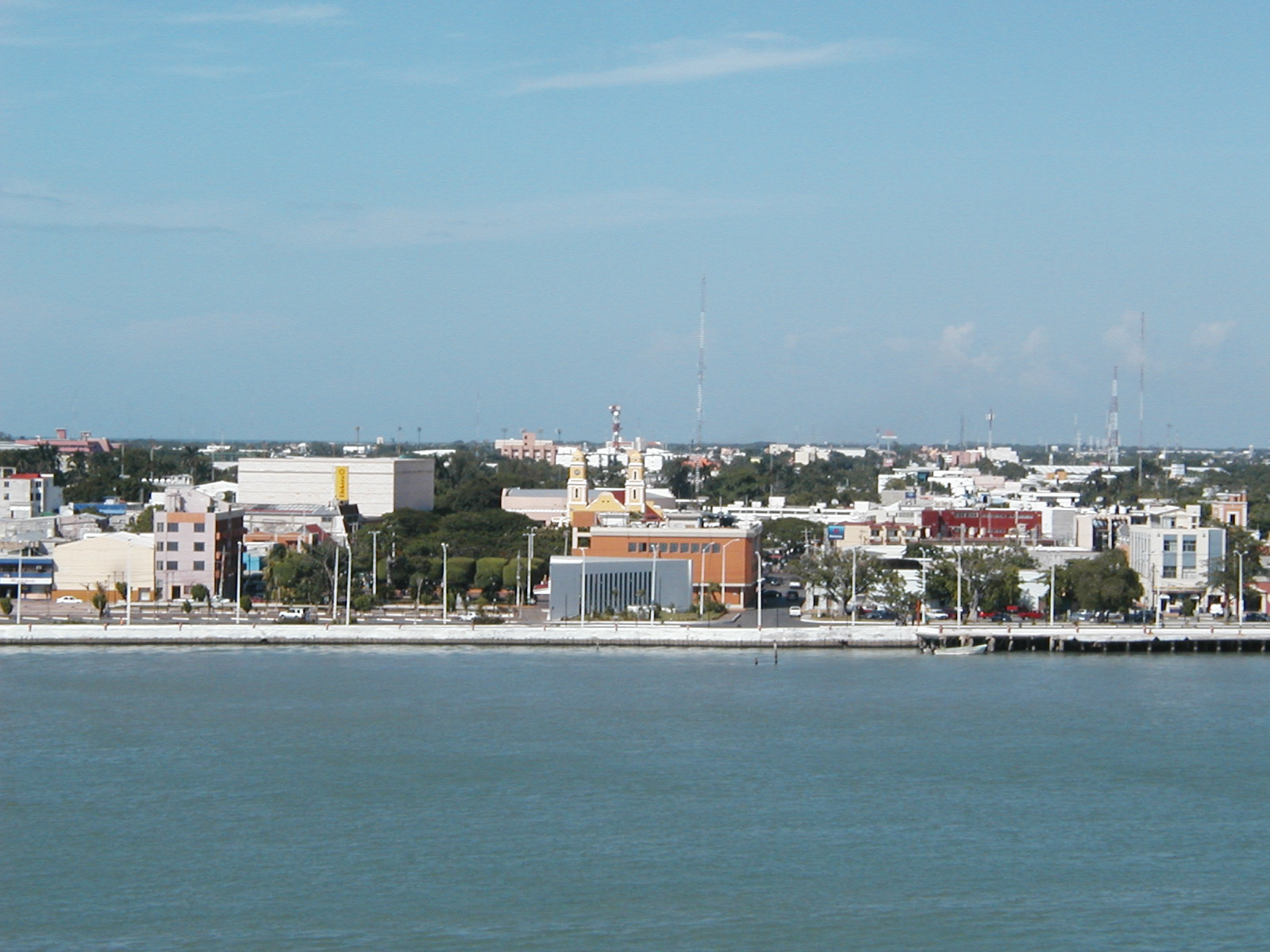
Vista de la ciudad desde la Laguna de Términos en 2004.

En 2009, el Instituto Municipal de Planeación, organismo creado para promover el desarrollo integral y de largo plazo, dirigiendo los procesos de información y planeación estratégica del municipio de Carmen, presentó el Programa Director Urbano de Ciudad del Carmen, denominado: "Por una ciudad bella, competitiva, sustentable e incluyente", un horizonte de ejecución de proyectos en el corto, mediano y largo plazo y un periodo de revisión de cada tres años.
Entre las temáticas que se abordan en el Programa Director Urbano se encuentra el ordenamiento de los usos y destinos del suelo, las políticas por áreas y acciones de conservación, mejoramiento y crecimiento y las políticas y lineamientos de desarrollo urbano para la prevención de riesgos por fenómenos naturales y provocados por el hombre.
También se tomaron en cuenta las normas de desarrollo urbano sobre la estructura vial, transporte, infraestructura y servicios públicos y la zonificación secundaria de los usos y destinos del suelo a los que se podrán dedicar las áreas y predios urbanos susceptibles de urbanización. De igual manera, las normas de zonificación que regulan en cada una de las zonas que se establezcan: los usos y destinos permitidos y prohibidos del suelo, la densidad e intensidad en el aprovechamiento del suelo, superficie mínimas de lotes urbanos, superficie y la altura máxima que se pueden construir, las restricciones laterales de construcción, los requerimientos de estacionamiento y demás normas de estructura urbana. Entre otras cosas.

### Estrategia de ocupación de la Isla del Carmen
El planteamiento del ordenamiento establecido en el nuevo Programa Director Urbano considera que:
Ciudad del Carmen está integrada al área natural de la Isla del Carmen, por lo que es necesario fortalecer la unidad y las relaciones armónicas entre la ciudad y su medio ambiente. En este sentido se buscará impulsar el desarrollo adecuado del conjunto isleño que velará por la integridad patrimonial de la isla promoviendo acciones avocadas a la conservación, protección y restauración del medio natural, así como el aprovechamiento del edificado.
De acuerdo a las condiciones actuales y a los nuevos instrumentos de planeación a nivel municipal y regional, las áreas consideradas anteriormente como parte del sistema urbano de ciudades del Carmen, ahora se pueden establecer como centros de población que forman parte de un sistema regional más amplio.
De esta manera, Isla del Carmen se delimita como el centro de población de Ciudad del Carmen e incluye el área urbana de la ciudad con su reserva, la Lagartera o Isla Media y Puerto Real. La ciudad se puede considerar como un centro industrial y de turismo de negocios, incluirá la zona urbana y áreas de actividades económicas como los servicios relacionados con la explotación del petróleo, pero también se impulsaran áreas para actividades económica paralelas a la del Petróleo como el turismo y la pesca; en la zona de la Lagartera o Isla Media prevalecerá el uso turístico, la pesca y actividades relacionadas con estas actividades. Por otro lado, Puerto Real tendrá un desarrollo turístico de baja intensidad relacionado con turismo de bajo impacto.
Los programas que se consultaron en la elaboración del PDU fueron:
- Plan de Manejo de Flora y Fauna de la Laguna de Términos elaborado en 1997.
- Programa Municipal de Ordenamiento Ecológico y Territorial de Carmen, Campeche, en proceso de elaboración.
- Programa Regional de Desarrollo Turístico del Corredor Costero, Ciudad de San Francisco de Campeche-Ciudad del Carmen, en proceso.

## Infraestructura deportiva
- El Estadio Resurgimiento fue inaugurado el día 5 de marzo de 1967 por el gobernador José Ortiz Ávila,  fue sede del equipo de béisbol local  “Camaroneros del Carmen”, quienes en su primer encuentro jugaron contra los Diablos Rojos del México , el conjunto visitante ganó 8-4. Otro equipo que también residieron los Delfines del Carmen equipo que participaba en la Liga Mexicana de Béisbol, su capacidad es de 8,200 personas. Ubicado en Av. Juárez, Petrolera, 24180.

- El estadio "Delfín" contó con un equipo de fútbol profesional llamado Delfines  Fútbol Club que participaba en la liga Ascenso MX debutando en el Torneo Apertura 2013,  con capacidad para 15,100 personas. Ubicado en Av. Corregidora, Santa Rosalía, Ciudad del Carmen, Campeche. Ambos inmuebles son propiedad de la UNACAR.

- El estadio municipal de béisbol  "Nelson Barrera Romellón" es un inmueble ubicado al suroeste de la isla del Carmen antes conocido como el "Estadio Concordia" en el Puerto Pesquero de la ciudad. Obtiene su actual nombre en honor al beisbolista carmelita y miembro del Salón de la Fama del Béisbol Profesional de México, Nelson Barrera Romellón "El Almirante", quien falleciera en julio de 2002 en la capital del Estado. En la explanada afuera del estadio hay una estatua en su memoria. En la actualidad juegan los "Camaroneros del Carmen" en la liga campechana de béisbol. También es espacio para espectáculos artísticos, culturales, deportivos e índole religiosa. Perteneciente al Ayuntamiento del Carmen. Ubicado en avenida Héroes del 21 de abril, Ciudad del Carmen, Campeche, México.

- Unidad Deportiva "Mundo Maya"  Inaugurada el 6 de junio de 2017 ,por el secretario de Gobierno, Carlos Miguel Aysa González, junto con el director general de Petróleos Mexicanos (Pemex), José Antonio González Anaya y el secretario general del Sindicato de Trabajadores Petroleros de la República Mexicana (STPRM), Carlos Romero Deschamps, tras 10 años en planificación y construcción ,la unidad tiene canchas de fútbol , voleibol playero, usos múltiples y las áreas de servicio médico , alberca semiolímpica, canchas de basquetbol, béisbol, voleibol convencional y tenis, así como con gimnasio techado, salón de usos múltiples, entre otros espacios. Ubicada en Av. Edzna , Mundo Maya, Cd del Carmen, Camp.

- La Cancha "Revolución" En este recinto juegan los Camaroneros del Carmen (Basquetbol) en la liga LIBASSUR (Liga de basquetbol Suroeste) , también se llevan a cabo funciones de boxeo regional , lucha libre , torneos de basquetbol (Primera fuerza), voleibol , diferentes tipos de artes marciales , fútbol sala etc . Con capacidad para 1,000 personas . Ubicado en calle 31 - Colonia Centro, Carmen, Campeche.

- Unidad Deportiva "20 De Noviembre" Es uno de los espacios deportivos más longevos en la isla , perteneciente al INDEJUCAR , se compone principalmente por su campo de Sóftbol/béisbol conocido como campo "Revolución" (no confundir con cancha "Revolución") En su interior tiene dos gimnasios , el primero es el Gimnasio Municipal "Joaquín Vadillo Sandoval" , el otro es el polideportivo para de basquetbol /voleibol , así como variedad de canchas multiusos. Debido a ellos se imparten las siguientes disciplinas : voleibol, béisbol, Sóftbol, boxeo, fútbol soccer, Karate Do, Tae Kwon Do, Judo, basquetbol, halterofilia, ajedrez, fitness, tenis, cachibol, frontón, squash balonmano, y tiro deportivo. Se ubica en calle 26 , Puerto Pesquero, 24129 Carmen, Campeche, México.

- Unidad Deportiva Infantil  Se disputan encuentros de la Liga infantil "Hugo Sánchez Márquez", aparte de ser sede de encuentros de  fútbol soccer, fútbol playero, béisbol, voleibol, basquetbol, atletismo y rugby. Ubicada en Insurgentes s/n, Colonia Malibran , 24197 Cd del Carmen, Camp.

## Infraestructura de comunicaciones
La ciudad cuenta con distintas vías de acceso de tipo terrestre, marítimo y aéreo, lo que le permite ser una de las ciudades mejor comunicadas del estado de Campeche.
En el acceso de tipo terrestre, la Isla del Carmen es comunicada en el extremo oriente por el Puente de la Unidad que la une con el poblado de Isla Aguada y en la parte sur el Puente El Zacatal que enlaza la isla con la Península de Atasta. Por lo que toca al acceso marítimo, se da a través del Puerto Isla del Carmen. En el acceso por vía aérea, se logra a través del Aeropuerto Internacional de Ciudad del Carmen y un helipuerto.
Entre sus principales avenidas se encuentran: avenida 10 de julio, antes conocida como Periférica Sur y Luis Donaldo Colosio, es una de las principales avenidas que llevan hacia el Puente El Zacatal, la salida a Villahermosa, la avenida Isla de Tris, conecta las dos partes de la ciudad y es única vía directa hacia la ciudad de Campeche, las Avenidas Juárez y Periférica Norte, trasladan a los automovilistas de norte a sur. Otras más son la avenida 31, la avenida Paseo del Mar, la avenida Camarón, la avenida Nardos, la avenida Constelación Pléyades, la avenida Central, la avenida Contadores, entre otras más.

### Puerto Industrial Pesquero Isla del Carmen
Ciudad del Carmen históricamente ha sido un puerto natural, lo que le ha permitido tener una posición relevante a través de los siglos en el ámbito comercial, no solo a nivel regional, sino nacional e internacional incluso.
En tiempos pasados el concepto de Ciudad y Puerto se encontraban íntimamente ligados, prácticamente unidos, ya que toda la actividad de la población se movía directa o indirectamente sobre la base de las actividades comerciales portuarias, ocupando el área de muelles, astilleros y áreas de apoyo, todo el frente desde La Puntilla hasta el Faro de La Atalaya.
Con la llegada del auge del Camarón, se construye el Puerto Pesquero Laguna Azul, localizado entre el estero La Caleta y el Golfo de México, instalación que opera hasta la ocurrencia de dos eventos; en primera instancia el incremento de la producción petrolera y segundo, la declinación de los volúmenes de captura del camarón.
Hoy día el Puerto Isla del Carmen, es el que mayor número de movimientos de barcos registra a nivel nacional, por ser el eje de las labores de apoyo en cuanto al movimiento de personal, alimentación y materiales de escala menor de la zona de explotación petrolera de la Sonda de Campeche y se encuentra en una etapa de modernización y ampliación de sus instalaciones.

### Aeropuerto Internacional de Ciudad del Carmen
El Aeropuerto Internacional de Ciudad del Carmen se encuentra localizado al oriente de la ciudad, muy cerca de la zona comercial y de los principales hoteles, y es de vital importancia para la actividad económica que se desarrollan en Ciudad del Carmen.
El aeropuerto fue incorporado a la Red ASA en 1965, cuenta con una superficie de 192 hectáreas aproximadamente y su plataforma para la aviación comercial es de 10 484 metros cuadrados; además tiene tres posiciones, una pista de 2,2 kilómetros de longitud y posee estacionamiento propio. También ofrece los servicios de alquiler de coches y transporte público.
Es notable señalar que dentro de las instalaciones del aeropuerto se localiza un helipuerto con varias compañías que laboran mediante contratos para Petróleos Mexicanos. Este helipuerto ocupa el lugar número uno en horas de vuelo a nivel nacional y es uno de los helipuertos con más horas de vuelo a nivel continental e internacional.
En 2008, el Aeropuerto Internacional de Ciudad del Carmen recibió a 586 950 pasajeros, según datos publicados por Aeropuertos y Servicios Auxiliares (ASA), por lo que se encuentra dentro de los 22 aeropuertos con más tráfico aéreo de México. Existe además, un proyecto para ampliar el edificio terminal y el estacionamiento público, la construcción de una casa de máquinas, entre otras cosas.
Cabe mencionar que entre los terrenos pertenecientes al aeropuerto internacional de Ciudad del Carmen, se han venido construyendo importantes centros comerciales de vital importancia para el crecimiento económico de la isla como lo es la reciente construcción de uno de los más importantes centros comerciales dentro de la ciudad Plaza Zentralia el cual alberga importantes cadenas comerciales y departamentales así como una variedad de cadenas de comida rápida entre otras, además de la reciente incorporación de la torre ejecutiva exclusiva para oficinas.

## Demografía
Ciudad del Carmen cuenta según datos del XIV Censo de Población y Vivienda del INEGI con una población de 191,238 habitantes, de los cuales 93,925 son hombres y 97,313 son mujeres. Es por su población la 2.ª ciudad más poblada del estado de Campeche y la 81.ª ciudad más poblada de México.
El grupo de personas que representa la mayor proporción del total de la población de Ciudad del Carmen es el de la población en edades laborales, 30 a 59 años (18.2 % de hombres y 17.9 % de mujeres). El grupo de 0 a 14 años representa 29.4 por ciento en total (14.9 % hombres y 14.5 % mujeres). El grupo de población joven, 15 a 29 años, representa también 29 por ciento de la población (14 % hombres y 15.1 % mujeres). Las personas que están dentro del grupo de 60 años y más son solo el 5.4 puntos porcentuales del total (2.5 % hombres y 2.9 % mujeres). Las proporciones de población por grupos de edad no presentan variaciones significativas respecto a la registrada en el año 2000, excepto en las primeras edades (0 a 14 años de 32.1 % y 30 a 59 años de 32.8 %).
| Gráfica de evolución demográfica de Ciudad del Carmen entre 1900 y 2020                           |
|                                                                                                   |
| Población de los censos del Instituto Nacional de Estadística y Geografía (INEGI) de 1900 a 2020. |

## Educación
En 2005, según el II Conteo de Población y Vivienda, el estado de Campeche contaba con 1,867 escuelas de modalidad escolarizada, de las cuales 123 se ubicaban en Ciudad del Carmen. De estas instituciones, el 51.2% correspondían a nivel primaria, el 23.6% a secundaria, el 11.4% a nivel medio superior, el 0.8% a técnico superior y el 13% a nivel superior. Estas escuelas atendían a una matrícula de 29,233 alumnos, con un promedio de 238 estudiantes por institución.
Para el ciclo escolar 2021-2022, el estado de Campeche registró una matrícula total de 257,125 estudiantes en todos los niveles educativos.  Aunque no se dispone de datos específicos más recientes para Ciudad del Carmen, es razonable inferir que la infraestructura educativa ha crecido en consonancia con el aumento de la población y la demanda educativa.
En cuanto a la educación superior, la Universidad Autónoma del Carmen (UNACAR) sigue siendo la principal institución en Ciudad del Carmen, con antecedentes que se remontan al Liceo Carmelita.  Además, la Universidad Nacional Autónoma de México (UNAM) mantiene una estación de monitoreo e investigación en la Isla del Carmen, a través del Instituto de Ciencias del Mar y Limnología. Otra institución destacada es la Universidad Tecnológica de Campeche, ubicada en la península de Atasta en San Antonio Cárdenas, reconocida por su certificación ISO 9001-2000 en gestión de calidad y por haber sido distinguida en 2010 como la mejor universidad tecnológica del país.
Actualmente, Ciudad del Carmen alberga diversas instituciones de educación superior, tanto públicas como privadas. Entre las universidades privadas se encuentran la Universidad Interamericana para el Desarrollo (UNID), el Centro de Estudios Superiores Isla del Carmen (CESIC), la Universidad del Desarrollo Profesional (UNIDEP) y la Universidad Mundo Maya.  Estas instituciones ofrecen una amplia gama de programas académicos, contribuyendo al desarrollo educativo y profesional de la región.n el año 2005, de acuerdo al II Conteo de Población y Vivienda 2005 en el estado de Campeche se enumeran 1867 escuelas de modalidad
escolarizada, de éstas, 123 se localizan en Ciudad del Carmen, 51,2 por ciento son de primaria, 23,6 por ciento de secundaria, 11,4 por ciento de nivel medio, 0,8 por ciento de nivel técnico superior y 13 por ciento de nivel superior. Estos espacios escolares albergan una matrícula escolar de 29 233 alumnos, en promedio, 238 alumnos por escuela.

## Cultura

### Festividades
El nombre y la veneración a la Virgen del Carmen nace de manera circunstancial, motivada por la orden que Felipe V hiciera al Virrey de Nueva España, Marqués de Valeros, para lo cual la escuadra de barlovento se unió a varias embarcaciones de Campeche tripuladas por campechanos que estaban vívidamente interesados en echar de la isla a sus terribles enemigos, la expedición se confió a Alonso Felipe de Andrade, quien alcanzó una gloriosa victoria sobre los piratas el día 16 de julio de 1717.
En conmemoración a ese histórico evento cada 16 de julio de cada año se celebra la fiesta religiosa más importante en honor a Nuestra Señora del Carmen, en donde se llevan a cabo eventos religiosos y populares, en el que destaca el paseo por mar de la Virgen del Carmen. A esta fiesta religiosa se le llama Feria de Julio Internacional de Ciudad del Carmen, que se lleva a cabo anualmente del 15 al 31 de julio, con sede en el Complejo Turístico de Playa Norte, construido en 1971 como recinto ferial; con eventos religiosos, juegos mecánicos, torneos de pesca y bailes y se establecen comerciantes de todo tipo de cosas. Esta feria no ha tenido interrupciones de ningún tipo.
Entre las demás tradiciones de Ciudad del Carmen se encuentra el Carnaval, que se ha celebrado 216 veces sin interrupciones, y es una fiesta llena de colorido y de algarabía que se celebra en honor del Rey Momo. En abril se lleva a cabo la Fiesta del Mar, donde hay muestra gastronómica, juegos mecánicos y competencias deportivas.
Tradición es la Feria del Guanal en honor a Nuestra Señora de la Asunción, del 1 al 15 de agosto. Se le conoce como Guanal al barrio donde se realiza la feria debido a que años antes de 1900 todas las casas del lugar tenían techo de guano. El 16 de julio del 2017, Ciudad del Carmen cumplió el 300 Aniversario de su Fundación.

### Artesanías
Debido a que Ciudad del Carmen se encuentra en una isla, los materiales de sus artesanías se basan en conchas, caracoles y escamas de peces con los cuales se elaboran lámparas, floreros, ceniceros, aretes, llaveros, prendedores, alhajeros y variados adornos. Relacionado con el mar, también destacan los barcos en miniatura y las figuras de animales y piratas que se hacen de coco.
Las artesanías de esta localidad también incluyen trabajos de tallado en madera como:  especieros, alhajeros, cigarreras, ceniceros, saleros, tablas para cocina y mazos para carne; así mismo la elaboración de llaveros, carteras, porta chequeras, agendas, bolsas para dama y monederos de piel de tiburón. Hay algunos artesanos que se dedican al tallado de cuerno de toro del que crean pulseras, aretes, llaveros, prendedores para cabello y abre cartas, entre otros artículos.

## Sede cinematográfica

### El bulevar del ron (1971)
En 1971, se filmaron algunas escenas de la película francesa El bulevar del ron en Ciudad del Carmen. Esta cinta cuenta con la participación de Brigitte Bardot, Lino Ventura, Bill Traver, Clive Revill, Guy Marchand, Andréas Voutsinas y Stéphane Fey.
El guion fue escrito por Robert Enrico, Tony Recoder y Jacques Pecheral, basado en la novela de este último. La historia sigue a Cornelius (Lino Ventura), un capitán estadounidense y contrabandista de whisky durante la época de la prohibición en EE. UU. En su tiempo libre, disfruta de las películas de su actriz favorita, la divina Linda (Brigitte Bardot). Sin embargo, al conocerla en persona, se da cuenta de que su amor es complicado debido a los numerosos pretendientes de la actriz.
La película fue dirigida por Robert Enrico y producida por Alain Poiré. Es una coproducción entre Francia, Italia y España, con la participación de las productoras Gaumont International, S.N.E. Gaumont, Parme Production, Films Internacionales (FISA) y Rizzoli Film.
Se estrenó en Francia el 13 de octubre de 1971, mientras que en México llegó a los cines el 10 de mayo de 1973.

### La trenza (1975)
En diciembre de 1973, la isla de Ciudad del Carmen fue escenario de la filmación de la película mexicana La trenza, protagonizada por David Reynoso, Yolanda Ciani, Eric del Castillo, Lina Montes, Queta Lavat, Julio Aldama, Enrique Zertuche, Carlos Nieto y Alicia Montoya.
La historia transcurre en el pueblo ficticio de "Santiaguito" (representando a Ciudad del Carmen), donde Rosita (Yolanda Ciani), dueña de una nevería y objeto de deseo de muchos hombres del pueblo, se interesa románticamente por Jorge (Enrique Zertuche), un joven de 18 años. Paralelamente, el hijo de la tendera encuentra una trenza de cabello femenino en la calle. Su madre, intrigada por su origen, la guarda, pero una serie de coincidencias hace que las mujeres del pueblo comiencen a creer que la trenza posee poderes milagrosos, desencadenando una historia envuelta en supersticiones y fe.
El guion y la dirección estuvieron a cargo de Sergio Béjar, con la producción de la extinta CONACINE. La película se estrenó el 13 de marzo de 1975.

### Tormentero (2017)
Estrenada el 2 de marzo de 2017, Tormentero es una producción que retrata el ocaso de un pescador marginado por su propio pueblo. La película está protagonizada por José Carlos Ruiz, Gabino Rodríguez, Waldo Facco, Rosa Márquez, Ausencia Valencia, Nelly Valencia y Mónica Jiménez.
El guion fue escrito por Fernando del Razo y Rubén Imaz, quien también dirigió la cinta. La historia sigue a Romero Kantún (José Carlos Ruiz), un viejo pescador retirado que vive aislado en su modesta casa en la Isla de Tris. Marcado por el alcoholismo y la depresión, Kantún intenta sobrellevar sus últimos días mientras reflexiona sobre su pasado: fue él quien descubrió un gran yacimiento petrolero, pero en lugar de recibir reconocimiento, terminó siendo despreciado por los pescadores, ya que la industria petrolera acabó con la pesca en la isla.
La película es una coproducción entre México, República Dominicana y Colombia, con la participación de Axolote Cine (México), Aurora Dominicana (República Dominicana) y Contravía Films (Colombia).

## Relaciones Internacionales

### Hermanamientos
Ciudad del Carmen está hermanada con las siguientes ciudades alrededor del mundo:
- Matanzas, Cuba (1995)[15]
- Marianao, Cuba (1999)[16]
- Puerto Madryn, Argentina (2000)[17]
- Cardenas, Cuba (2004)[18]
- Barrancabermeja, Colombia (2004)
- San Miguel de Cozumel, México (2004)[19][20]
- Funchal, Portugal (2010)[21]
- Boca del Río, México (2012)[22][23]
- Mobile, Estados Unidos (2012)[24]
- San Francisco de Campeche, México (2019)[25][26]
- Merida, México (2019)[25][26]
- Corozal, Belice (2019)[27]
- Aberdeen, Reino Unido (2019)[28][29]
- Cadereyta de Montes, México (2004)[30]